# دیمشهر خورگو
دیمشهر خورگو، روستایی از توابع بخش مرکزی شهرستان بندرعباس در استان هرمزگان ایران است.

## جمعیت
این روستا در دهستان خورگو قرار دارد و براساس سرشماری مرکز آمار ایران در سال ۱۳۸۵، جمعیت آن ۳۱ نفر (۹خانوار) بوده‌است.